# کبی لارتی
کبی لارتی (انگلیسی: Käbi Laretei؛ ۱۴ ژوئیهٔ ۱۹۲۲ – ۳۱ اکتبر ۲۰۱۴) نوازنده پیانو و آهنگساز اهل استونی بود. از فیلم‌هایی که وی در آن نقش داشته‌است، می‌توان به فلوت سحرآمیز اشاره کرد.